# Justicia remotifolia
Justicia remotifolia är en akantusväxtart som beskrevs av Ridley. Justicia remotifolia ingår i släktet Justicia och familjen akantusväxter. Inga underarter finns listade i Catalogue of Life.